# Лауенбург
Лауенбург (нім. Lauenburg) — місто в Німеччині, розташоване в землі Шлезвіг-Гольштейн. Входить до складу району Герцогство Лауенбург. Засноване 1182 року. Площа — 9,54 км2. Населення становить 11 321 ос. (станом на 31 грудня 2020).

## Назва
- Ла́уенбург (нім. Lauenburg, «Лабський город») — сучасна німецька назва. Походить спотвореної передачі полабської назви річки Ельби — «Лаба».
- Ла́уенбург-на-Е́льбі (нім. Lauenburg an der Elbe; Lauenburg/Elbe) — інша назва; на противагу Лауенбургу-Померанському, сучасному Лемборку.
- Лоонборг (ниж.-нім. Loonborg)

## Історія
Місто засноване в 1182 році Бернхардом III.
Столиця колишнього Лауенбурзького герцогства.

## Галерея

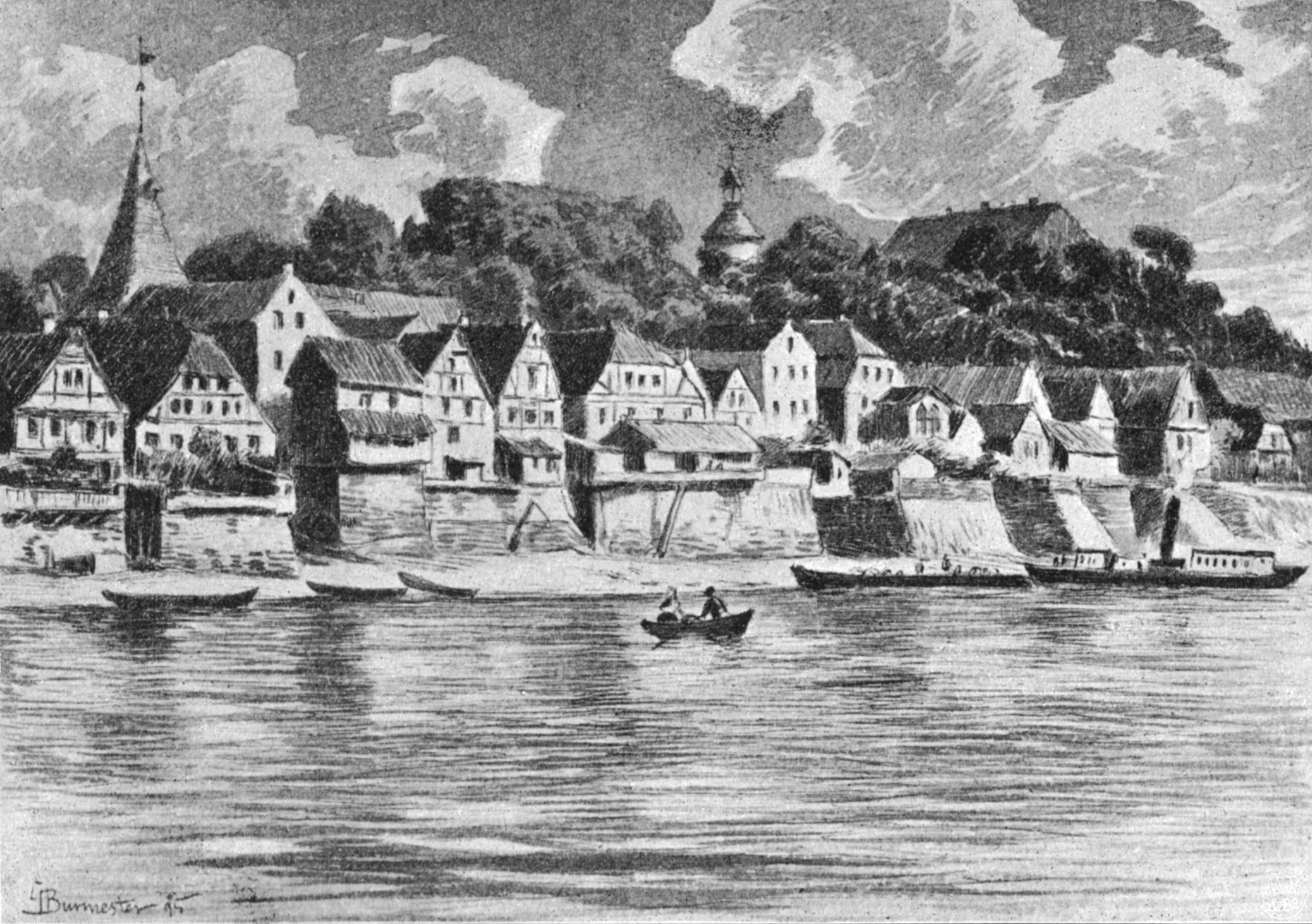
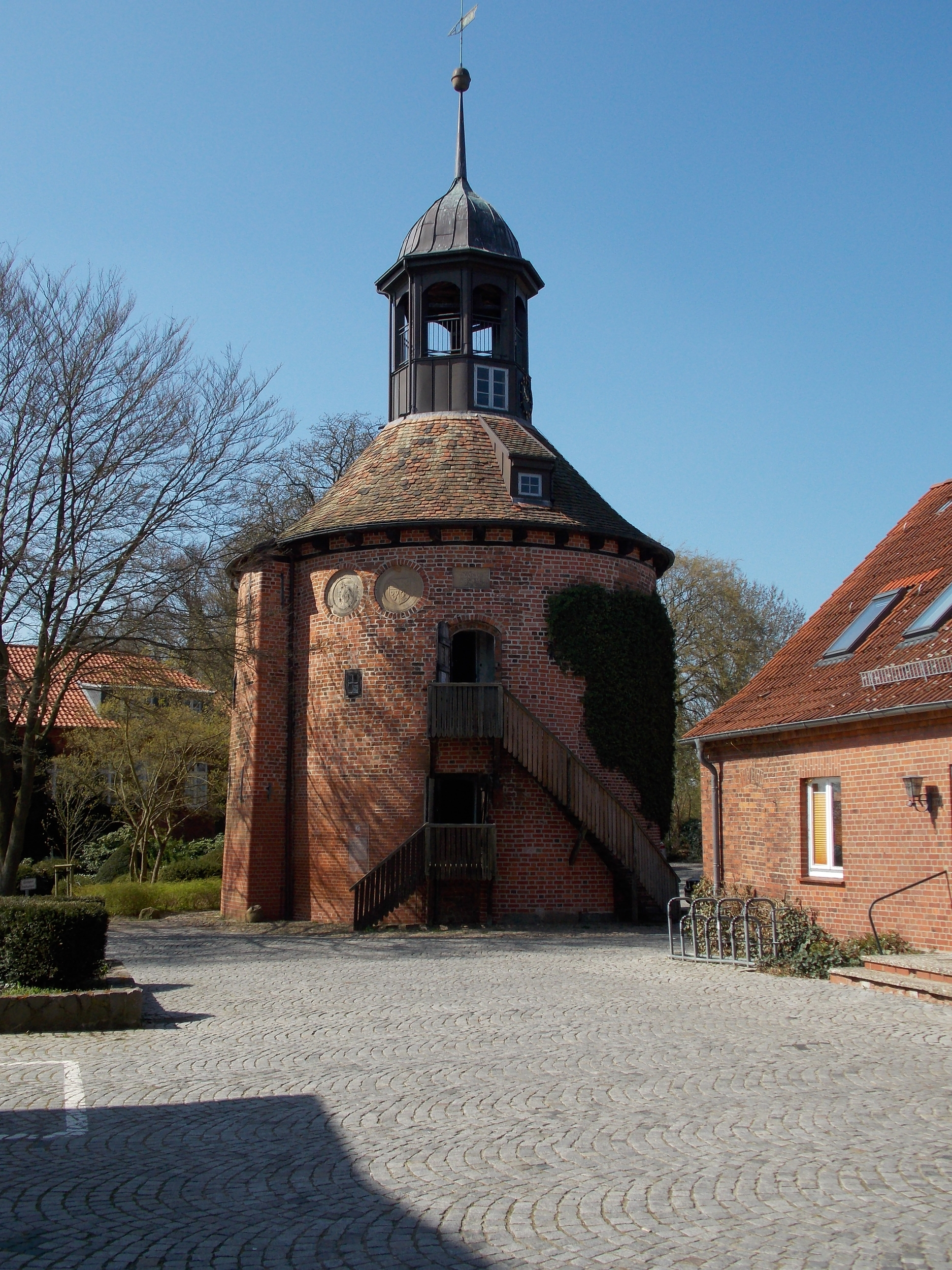
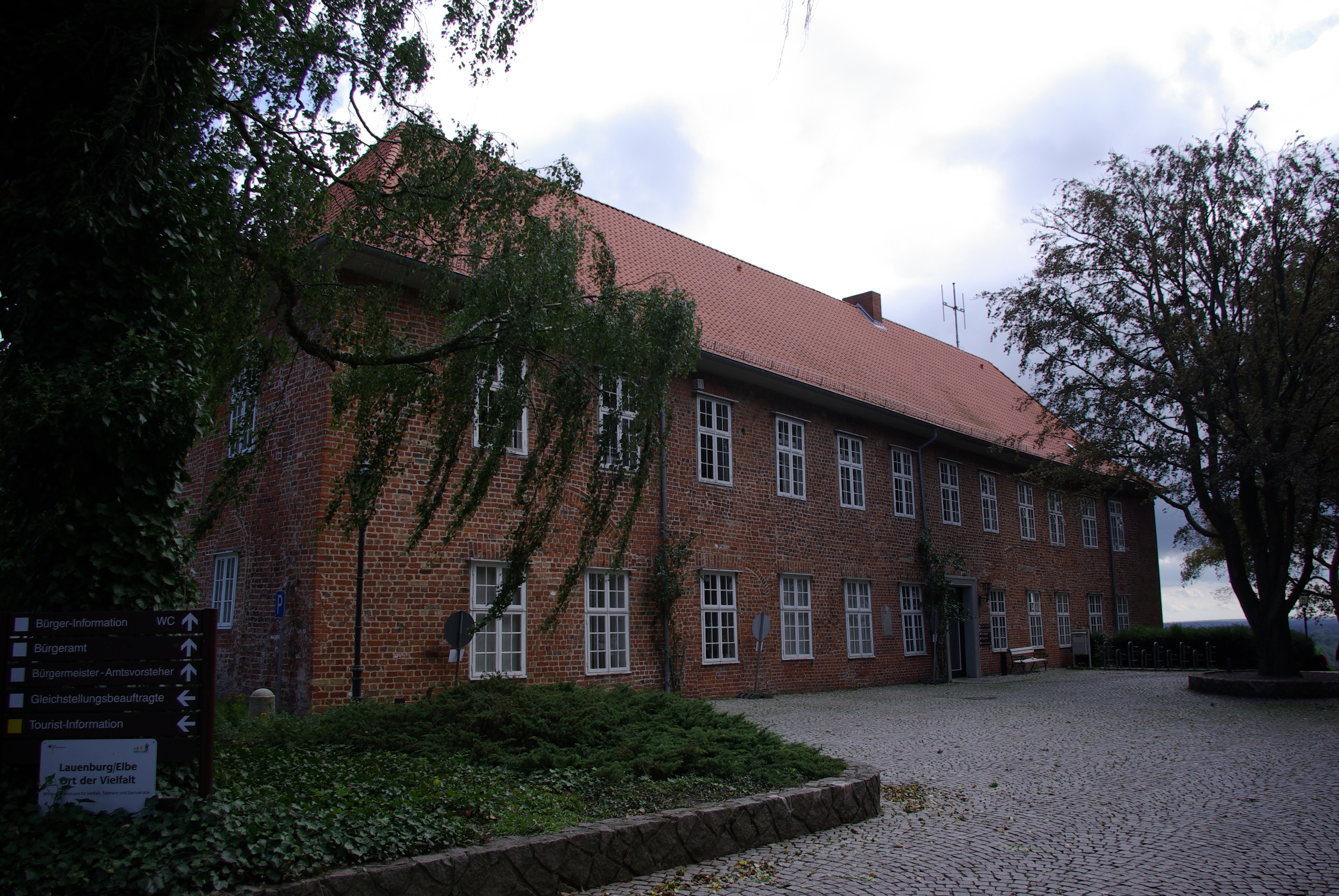
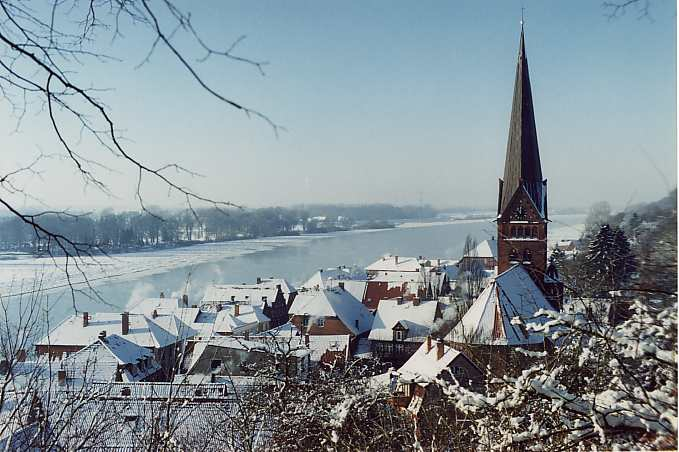
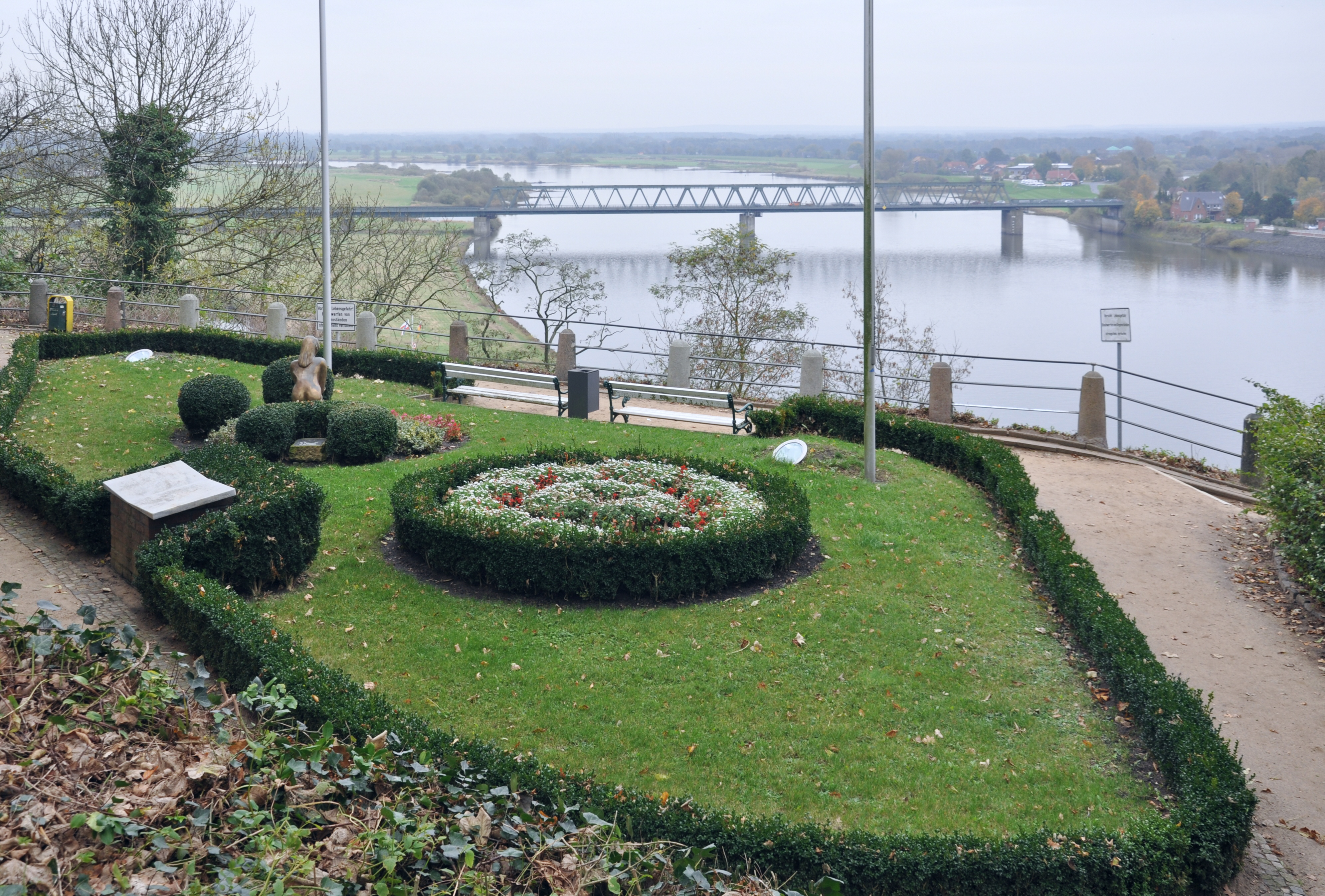
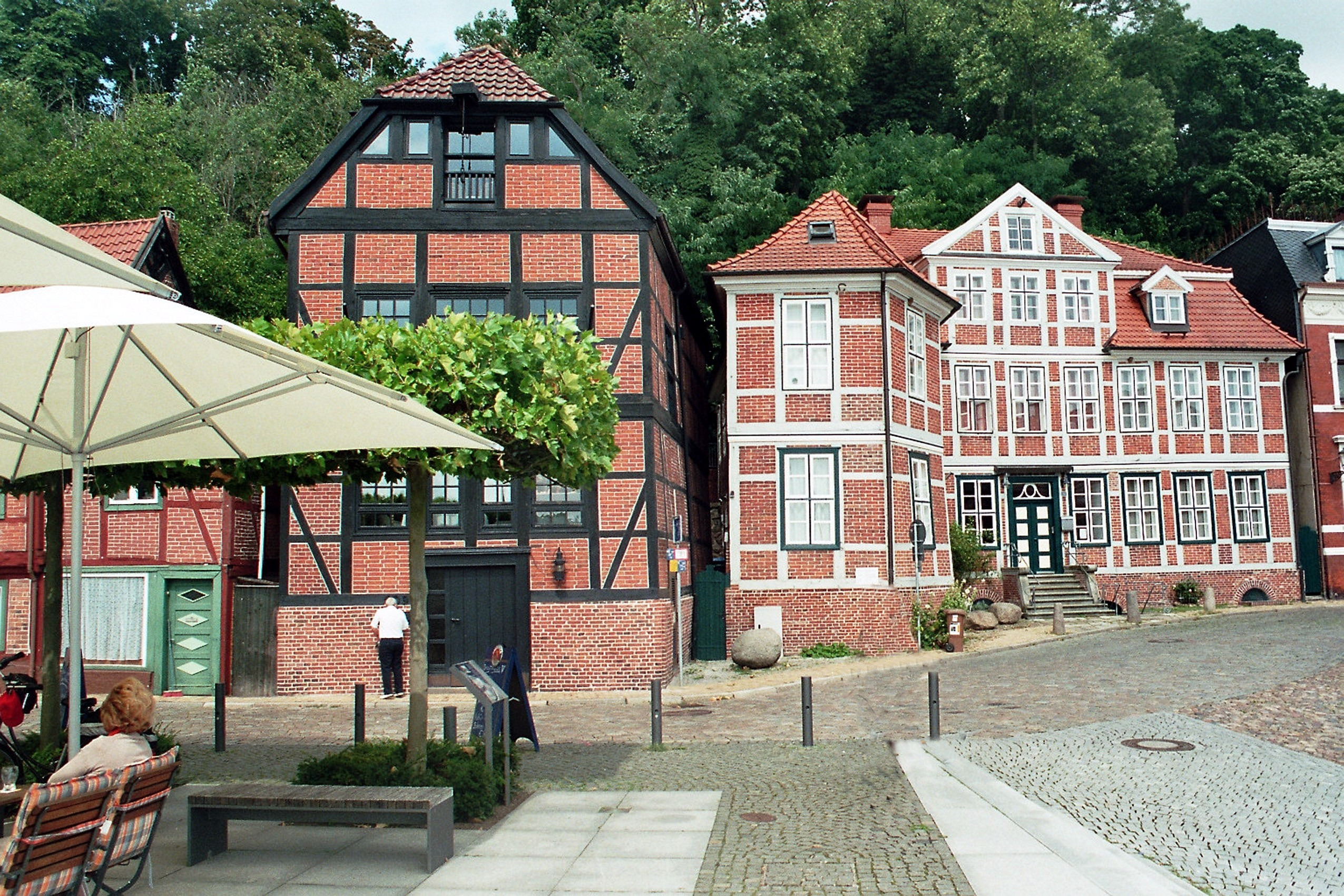